# Envira
Envira is een gemeente in de Braziliaanse deelstaat Amazonas. De gemeente telt 17.614 inwoners (schatting 2009).
De gemeente grenst aan Eirunepé, Pauini, Feijó en Tarauacá.